# Hanamichi Sakuragi
Hanamichi Sakuragi (桜木 花道?, Sakuragi Hanamichi) è il protagonista della serie manga e anime Slam Dunk di Takehiko Inoue.

## Personaggio
Matricola del liceo Shohoku della prefettura di Kanagawa, Hanamichi è un ragazzo alto (189.2 cm) dal fisico atletico; caratteristica che più lo contraddistingue è l'insolito colore dei suoi capelli, rosso. Passa tutto il suo tempo con i suoi amici Mito, Okusu, Noma e Takamiya, i quali spesso lo prendono in giro per via della sua esuberanza e della sua goffaggine, ma comunque sono sempre pronti ad aiutarlo nel momento del bisogno.
Già ai tempi delle scuole medie si era fatto una cattiva reputazione: infatti era notoriamente conosciuto per essere un violento e un attaccabrighe. Ha un debole per le belle ragazze sebbene non eserciti nessuna attrattiva su di loro, tanto che già all'inizio del manga era stato rifiutato da ben 50 ragazze, l'ultima delle quali aveva preferito a lui un giocatore di pallacanestro, anche per questo odiava sentire quella parola tanto da diventare violento (in chiave comica). Nel primo capitolo conoscerà Haruko, la sorella di Takenori Akagi, il capitano della squadra di pallacanestro dello Shohoku, innamorandosi di lei, benché Haruko lo veda solo come un amico. Proprio lei, vedendo in Hanamichi un grande potenziale, lo convince a entrare nella squadra di pallacanestro della scuola, e lui infatti si convertirà a questo sport inizialmente al solo scopo di conquistarla, sebbene col tempo il ragazzo si appassionerà sempre di più alla pallacanestro diventando di volta in volta più competitivo.
Non ha il minimo senso dell'umiltà poiché ama vantarsi delle sue presunte qualità, anche se in realtà è pieno di difetti: è immaturo, rabbioso, meschino, indisciplinato, e totalmente incapace di rispettare gli altri. Haruko è l'unica persona con cui è gentile e servile: infatti solo Haruko riesce a renderlo mansueto. Nonostante tutto è stimato dai giocatori di riserva della sua squadra, al contrario però è in rapporti conflittuali con i titolari, lui e il suo capitano Akagi litigano continuamente anche perché quest'ultimo trova insopportabile la sua irriverenza, anche Mitsui e Miyagi hanno spesso dei dubbi su di lui per via della sua sgraziataggine, ma in fondo è in buoni rapporti di amicizia con entrambi, infatti si sostengono vicendevolmente nel momento del bisogno; è del tutto insofferente nei confronti di Kaede Rukawa, il quale come lui è una matricola del primo anno, nonché il giocatore di pallacanestro più talentuoso dello Shohoku. Hanamichi lo odia per due ragioni: Haruko è innamorata di lui, inoltre Rukawa è un giocatore notevolmente più abile a capace di Hamanichi.
Malgrado le apparenze ha un cuore d'oro, sempre pronto ad aiutare i suoi amici. È affezionato al suo allenatore Anzai (anche se non lo vuole ammettere per via del suo cinismo): ne è la prova il fatto che gli ha salvato la vita portandolo in ospedale quando ha avuto un attacco cardiaco, anche perché ciò gli ha ricordato la morte del padre, deceduto per via di un malore (Hanamichi non riuscì a salvarlo perché, nel tentativo di chiamare i soccorsi, venne aggredito da alcuni ragazzi con cui aveva precedentemente fatto a pugni: Hanamichi non rivanga volentieri quel ricordo anche perché, per lui, è fonte di dolore).
Ama considerarsi un giocatore ineccepibile e imbattibile, sebbene in realtà per via della sua goffaggine commette degli errori imbarazzanti durante il gioco. Nonostante ciò Hanamichi può veramente vantare un talento prodigioso per la pallacanestro, infatti all'inizio della trama non aveva la minima esperienza o conoscenza di questo sport, ma ad ogni partita e con costanti allenamenti ha acquisito velocemente abilità di gioco sempre più complete. Hanamichi ha una capacità di apprendimento sbalorditiva (in meno di tre mesi Hanamichi compie progressi ad una velocità straordinaria), sebbene ciò che veramente lo penalizza è solo la sua arroganza. Nella partita contro il Sannoh emerge il suo atletismo senza pari in tutto il Giappone: Hanamichi, infatti, possiede un'elevazione e una esplosività nello scatto subito dopo l'atterraggio assolutamente incredibili (nell'intero paese nessuno è in grado di saltare così in alto e di ripartire subito alla massima velocità senza perdere qualche attimo per ammortizzare l'atterraggio). Masashi Kawata afferma di non aver mai visto nessuno con una potenza nelle gambe simile a quella di Hanamichi, a detta di Riki Takato sul puro piano della prestanza fisica e dei riflessi Sakuragi è già superiore a Maki, il miglior giocatore della prefettura. Akagi stesso afferma che in tutto il Giappone non ci sia un giocatore capace di competere con lui in termini di forza fisica. È un vero specialista nel saper afferrare la palla al volo sul rimbalzo per merito delle sue abilità nel salto, ha una velocità di scatto straordinaria e una grandissima resistenza fisica, che gli permette di giocare praticamente un intero match sempre al massimo delle sue possibilità; la sua naturale potenza gli permette infine di avere nelle sue corde delle potentissime schiacciate, non solo è capace di eseguirle nel modo più convenzionale, ma anche in tap-in e in alley-oop, oltre a ciò è in grado sopportare qualsiasi contrasto. Ma in realtà può usare la sua straripante forza fisica anche in difesa, è in grado di effettuare delle energiche stoppate sia dirimpetto all'avversario o in maniera più sofisticata arrivandogli alle spalle, sempre facilitato dalla sua velocità e dai suoi salti. Al campionato nazionale, inoltre, dimostra di aver imparato bene a tirare in sospensione, diventando di fatto un giocatore completo in termpo record, questo grazie a lunghissimi e severi allenamenti sotto la supervisione di Anzai. Il suo ruolo è quello di ala grande, ma come si è visto nelle partite contro il Kainan e Sannoh riesce a giocare bene anche come centro. Va sottolineato che Hanamichi è un playmaker sottovalutato: più volte con i suoi passaggi è riuscito ad innescare buone azioni da canestro, in altre circostanze i suoi compagni di squadra riescono a sfruttare le loro abilità di finalizzatori proprio quando la palla gli viene passata da Sakuragi. Si è auto-proclamato il "Genio della Pallacanestro" e il "Re dei Rimbalzi". Hanamichi è anche molto forte, tanto da poter sconfiggere più avversari anche quando sono in vantaggio numerico, oltre a poter sopraffare rivali più grandi di lui, tanto che Aota, membro del club di judo dello Shohoku aveva tentato di convincerlo ad abbandonare la pallacanestro per dedicarsi insieme a lui al judo. Sovente colpisce i suoi avversari (amici compresi, soprattutto nei primi numeri) con violente testate.

## Storia

### L'ingresso nel club di pallacanestro dello Shohoku
La serie inizia con Hanamichi come matricola del liceo Shohoku. Innamoratosi di Haruko, ragazza che rimane impressionata dalle sue doti fisiche, decide di accettare il consiglio di quest'ultima e di iscriversi al club di basket. Il capitano della squadra, nonché fratello di Haruko, Akagi inizialmente si oppone, in quanto aveva preso Hanamichi in antipatia per varie ragioni, ma alla fine accetta il suo ingresso quando quest'ultimo pulisce tutto da solo le palle e il parquet della palestra in una notte, capendo che nel profondo è una persona volenterosa.
Con l'aiuto di Akagi, Haruko e della manager della squadra Ayako, Hanamichi impara i fondamentali della pallacanestro, scoprendo inoltre di avere una dote innata come rimbalzista. Prima dell'inizio del campionato della prefettura il giovane ha l'opportunità di mettersi alla prova durante un'amichevole contro la squadra del liceo Ryonan, considerata una delle più forti della prefettura. Inizialmente in panchina Hanamichi entra successivamente in campo sostituendo Akagi, e nonostante le brutte figuracce durante la partita (dovute principalmente alla sua inesperienza) riesce a mettere in difficoltà il alcune occasioni perfino Uozumi e Sendo, i due giocatori più forti della squadra avversaria, soprattutto grazie alla sua abilità nei rimbalzi. A pochi secondi dalla fine riesce anche a segnare due punti e a portare la squadra al temporaneo vantaggio con un layup, ma poco dopo Sendo ribalta nuovamente il risultato e porta il Ryonan alla vittoria.

### Campionato della prefettura
Iniziano i campionati della prefettura di Kanagawa, con lo Shohoku che si ritrova più forte grazie ai rientri in squadra di Myiagi e Mitsui. Nelle prime partite, sebbene la squadra riesca a vincere con relativa facilità, Hanamichi viene più volte espulso dal campo per via del suo gioco falloso, ma la svolta avviene nella partita contro lo Shoyo, la testa di serie del girone: il giovane riesce per la prima volta ad andare a canestro in una partita ufficiale, ma rendendosi finalmente conto delle sue modeste qualità come realizzatore decide di mettersi in mostra con le sue abilità difensive, in particolare nel recuperare la palla al rimbalzo. Le giocate di Hanamichi si rivelano determinati per la vittoria finale dello Shohoku, che nei minuti finali contribuisce a preservare il vantaggio, inoltre fa una spettacolare schiacciata ma gli viene fischiato fallo in attacco, venendo espulso un'altra volta. Nonostante tutto il pubblico applaude la sua prestazione e Hanamichi ritorna in panchina mostrando per la prima volta umiltà, cosa di cui persino Ayako è rimasta sbalordita.
Superato il girone lo Shohoku deve classificarsi almeno come seconda per ottenere l'accesso ai campionati nazionali, affrontando per prima la squadra del liceo Kainan dove Hanamichi per merito del suo gioco difensivo riuscirà a neutralizzare quasi completamente l'attacco avversario permettendo a Rukawa di scatenarsi con i suoi canestri, inoltre Hanamichi entrerà finalmente nel vero senso dello sport vedendo Akagi pronto a ogni sacrificio pur di giocare a vincere nonostante l'infortunio subito durante la partita. Nei secondi finali della partita Hanamichi tra lo stupore generale riesce a fare una schiacciata mettendo al tappeto Maki, il capitano de Kainan considerato il giocatore più forte di Kanagawa che aveva vanamente tentato di impedirgli di mettere a segno la schiacciata. Purtroppo lo Shohoku perderà per colpa di uno sbaglio di Hanamichi il quale arriverà a scoppiare a piangere.
Come auto-penitenza per il suo errore deciderà di rasarsi quasi completamente i capelli, Akagi lo aiuterà a perfezionare la sua tecnica nel tiro libero dalla distanza ravvicinata. Purtroppo dopo la sconfitta contro il Kainan lo Shohoku per ottenere l'accesso al campionato nazionale non può più permettersi nessuna sconfitta, e l'ultima avversaria è il Ryonan, in quella che è stata indubbiamente la partita più impegnativa del girone per lo Shohoku. Hanamichi dà sfoggio dei suoi progressi, ma uno dei giocatori della squadra avversaria, Fukuda (il quale non aveva preso parte all'amichevole) riesce a surclassarlo facendo leva sul suo punto debole: la sua incapacità di riuscire a marcare l'avversario sotto canestro. Nel tentativo di fermare Fukuda si procurerà una ferita alla fronte dovendo lasciare il campo, questa ha rappresentato per lui la sua prima umiliazione come atleta. Hanamichi tornerà a giocare nel secondo tempo, più motivato di prima, dando prova di avere visione di gioco, non soltanto aiuterà i suoi compagni di squadra a fare sempre più punti con i tiri liberi per merito dei suoi buoni passaggi, ma nei minuti finali della partita impedirà a Fukuda e Uozumi di andare a canestro nonostante gli ottimi passaggi di Sendo, avendo in qualche modo previsto le intenzioni di quest'ultimo. Quando la squadra sarà in vantaggio di due punti Hanamichi allungherà il distacco facendo l'ultimo canestro con una schiacciata e lo Shohoku vincerà potendo giocare nel campionato nazionale. Come Taoka (l'allenatore del Ryonan) aveva già predetto durante la partita amichevole che avevano vinto contro lo Shohoku, Hanamichi aveva il potenziale per diventare un pericoloso rivale riconoscendo che il Ryonan ha perso proprio perché Taoka ha commesso l'errore di sottovalutare Hanamichi.

### Il campionato nazionale
Benché lo Shohoku abbia ottenuto il diritto di partecipare al campionato nazionale, Hanamichi non è comunque soddisfatto dovendo constatare che non è ancora lontanamente al livello del suo compagno di squadra Rukawa. Anzai decide di aiutarlo a migliorare la sua tecnica nel tiro libero dalla lunga distanza con un allenamento privato, facendogli fare ventimila tiri in soli sette giorni, ritenendo che così Hanamichi potrà diventare l'arma segreta dello Shohoku. Inoltre, i suoi amici lo riprendono con la videocamera in modo che Hanamichi possa rivedere la sua prestazione e prendere atto dei suoi errori al fine di migliorare sempre di più il suo gioco.
Inizia il campionato nazionale e la prima squadra contro cui giocheranno sarà quella del liceo Toyotama, all'inizio per Hanamichi non riuscirà a entrare in paratita, ma poi darà prova delle sue nuove abilità nel tiro libero da tre punti. Battuto il Toyotama, la squadra dovrà affrontare i rivali del liceo Sannoh, i campioni in carica per quattro anni consecutivi nonché la squadra più forte del paese. Durante l'incontro il Sannoh si porterà in vantaggio e dalla panchina Hanamichi osserverà la partita studiando bene il gioco, e quando Anzai lo farà scendere in campo Hanamichi avendo capito come comportarsi in base alle dinamiche di gioco aiuterà la squadra a rimontare lo svantaggio. In questa partita viene messo in evidenza che probabilmente Hanamichi ha superato il livello del suo capitano Akagi, dato che il coach della squadra avversaria Domoto ordinerà a Masashi Kawata (ritenuto il miglior centro a livello nazionale, molto più forte di Akagi) di marcare Sakuragi allo scopo di neutralizzarne il micidiale rimbalzo lasciando perdere addirittura Akagi. Nonostante la marcatura di Masashi, che gli crea maggiori problemi, Hanamichi riesce comunque a realizzare rimbalzi e giocate decisive, in quanto essere marcato dal miglior pivot del paese è per lui un motivo di grandissima soddisfazione e uno stimolo a rendere al meglio. Purtroppo durante la partita Hanamichi, urtando violentemente contro un tavolo, si infortunerà alla schiena, e benché Anzai preferisse tenerlo fuori dalla partita, Hanamichi determinato più che mai a superare Rukawa continuerà a giocare pur sapendo che rischia di compromettere la sua salute fisica, ammettendo ormai di amare realmente la pallacanestro e indirettamente dichiara ad Haruko il suo amore per lei. Hanamichi è il vero trascinatore della squadra e infatti anche Akagi ammette che senza di lui lo Shohoku non sarebbe diventata la squadra forte e temibile che è adesso. Nemmeno il dolore alla schiena riesce a fermare Hanamichi, il quale impedisce a Eiji Sawakita, il giocatore più temibile del Sannoh ritenuto il più forte del campionato liceale, di fare una schiacciata togliendogli la palla di mano e permette così a Rukawa di fare il canestro che porta in vantaggio lo Shohoku. Nonostante ciò, Sawakita reagisce e riporta la squadra in vantaggio con un canestro. Aun secondo dalla fine, però, Rukawa passa la palla a Hanamichi e quest'ultimo consegna la vittoria allo Shohoku mettendo a segno un tiro libero da due punti, in una scena che rievoca un sogno che lo stesso Hanamichi aveva fatto in precedenza.
Lo Shohoku ottiene la soddisfazione di aver battuto la squadra più forte del Giappone ma non riesce tuttavia a superare la semifinale del campionato nazionale a causa dell'enorme stanchezza accumulata nella partita vinta contro i campioni in carica e dell'assenza di Hanamichi, che non ha potuto giocare perché infortunato alla schiena. Hanamichi seguirà un percorso di riabilitazione prima di ricominciare a giocare, e dalle sue parole si evince che il suo prossimo obbiettivo è quello di giocare nella NBA, un ambiente competitivo dove per un giapponese è difficile emergere, ma lui è pronto a tutto pur di dimostrare il suo valore. Inoltre Anzai, vedendo giocare Hanamichi durante la partita contro il Sannoh, ha rievocato il ricordo di Yazawa, il suo defunto allievo che Anzai voleva allenare allo scopo di trasformarlo nel giocatore più forte del paese, riconoscendo però che Hanamichi ha il potenziale per superare Yazawa e diventare un giorno il giocatore di pallacanestro più forte del Giappone.

## Accoglienza
Carl Kimlinger di Anime News Network ha definito Sakuragi una "scelta ispirata" per un protagonista di un manga in quanto è un delinquente con un temperamento scatenato e mosso da motivazioni sbagliate, ma che fa l'"apparentemente impossibile" e bilancia simpatia ed estrema arroganza grazie a scene comiche. Carlo Santos dello stesso sito invece sostiene che nonostante Sakuragi non sia caratterizzato dalle "sbalorditive abilità sovrumane" che normalmente si associano ai protagonisti degli shōnen vederlo diventare uno sportivo e una persona decente è altrettanto emozionante.
Secondo Lorenzo Negri di Wired Hanamichi è un personaggio comico, eccessivo, esagitato e entusiasta. Takehiko Inoue gli aveva dato un carisma e una resilienza sconfinati, di egocentrismo e spirito di squadra in impossibile equilibrio, di un talento e di emotività commoventi e di una personalità prorompente e trascinante a tal punto che bastava solamente lui per avere un motivo per leggere il manga di Slam Dunk. Hanamichi non è il classico eroe degli spokon in cerca di riscatto o con limitazioni fisiche ma bensì è un giovane aggressivo e neanche troppo intelligente, il che gli ha permesso al suo debutto di essere una figura inedita del panorama di riferimento.
Hanamichi Sakuragi ha ricevuto il premio Anime Grand Prix della rivista Animage come miglior personaggio maschile del 1993 e 1994, classificandosi rispettivamente al decimo e all'ottavo posto.